# 칩 치엔
칩 자이엔(Chip Zien, 1947년 3월 20일 ~ )은 미국의 배우, 성우이다.
밀워키에서 태어났다.

## 출연 작품
- 플라이트 93 (2006년)
- 챔피언의 아침 (1999년)
- 비상 계엄 (1998년)
- 스네이크 아이 (1998년) - 믹키 엘터 역
- 미세스 파커 (1994년)
- 콰이어트 킬러 (1992년)
- 하워드 덕 (1986년)
- 하우스 오브 굿 (1984년)
- 청바지 소동 (1981, So Fine)
- 로즈 (1979년)

### 텔레비전
- 애즈 더 월드 턴즈 (1985)
- 로앤오더: 범죄 전담반 (1990-2002)